# Lonchoptera melanostoma
Lonchoptera melanostoma är en tvåvingeart som beskrevs av Yang 1999. Lonchoptera melanostoma ingår i släktet Lonchoptera och familjen spjutvingeflugor. Inga underarter finns listade i Catalogue of Life.